# Johannes Kleiman
Johannes Kleiman (Koog aan de Zaan, 17 agosto 1895 – Amsterdam, 28 gennaio 1959) è stato una delle persone che hanno aiutato la famiglia di Anna Frank e altri conoscenti a nascondersi durante l'occupazione dei Paesi Bassi da parte della Germania nazista nella Seconda guerra mondiale.

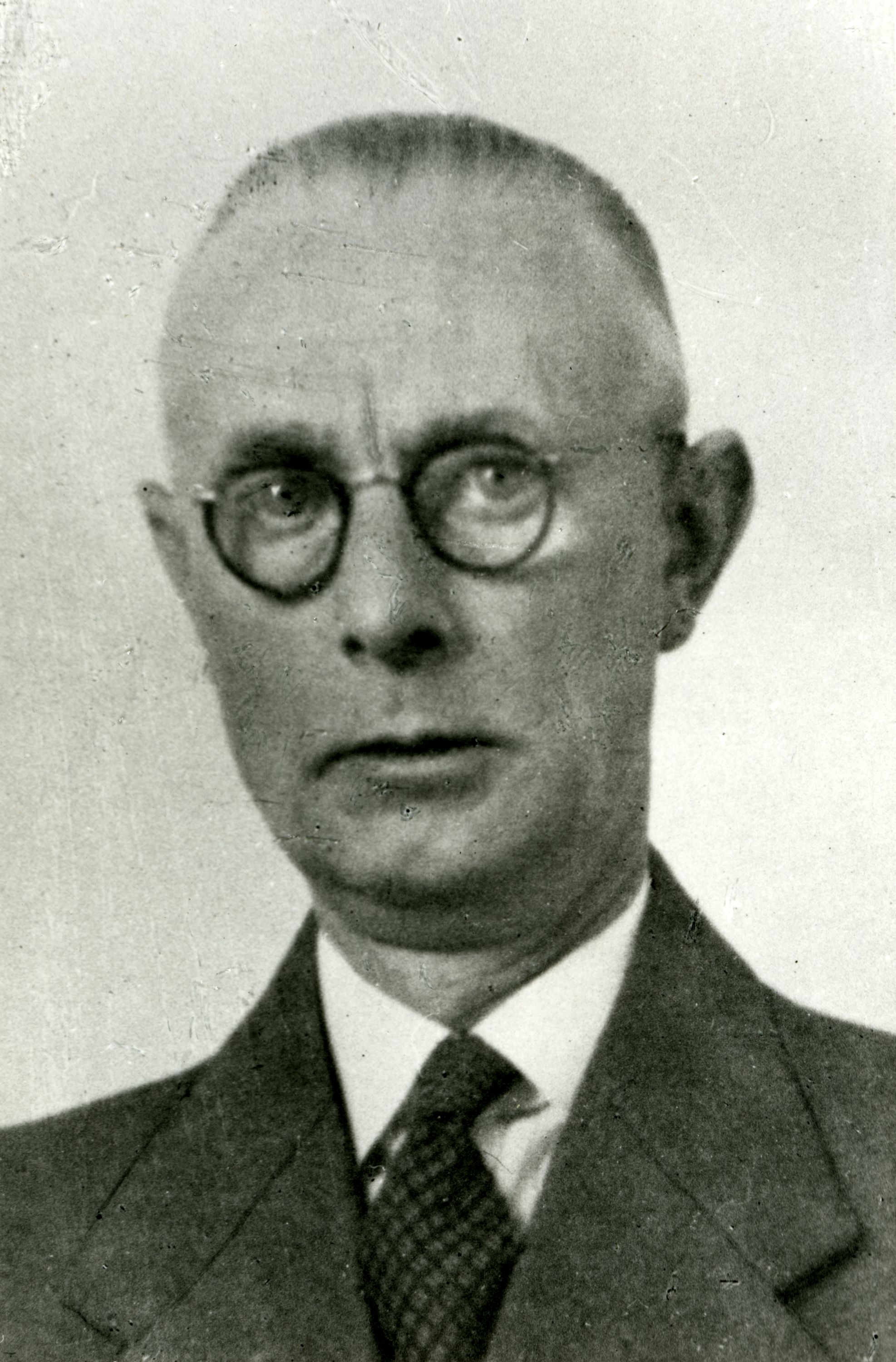

Nella prima versione del Diario pubblicata nel 1947 era presente sotto il nome "signor Koophuis".

## Biografia
Kleiman, di professione procuratore legale, incontrò Otto Frank nel 1923, mentre cercava di aprire una sede ad Amsterdam della banca Michael Frank. Nel maggio del 1924 Kleiman divenne agente della banca e ne prese il controllo nel dicembre dello stesso anno, quando la banca andò in liquidazione. Nel 1933 la famiglia Frank si trasferì nei Paesi Bassi per sfuggire alle leggi razziali naziste e da quel periodo Otto Frank e Kleiman divennero stretti amici. Nel 1938 venne assunto come contabile dalla Opekta, la ditta del signor Frank, della quale facevano parte anche Victor Kugler, Miep Gies e Bep Voskuijl. 
Nel diario, Anna scrisse a proposito di lui "quando entra il signor Kleiman, splende il sole" e accennò a piccoli doni (vestiti, dolci) che la moglie e la figlia di Kleiman - coetanea di Anna - le avevano inviato per suo tramite.
Il 4 agosto 1944 venne arrestato, assieme ai rifugiati, dalla Gestapo che fece irruzione nell'alloggio a seguito di una segnalazione anonima. Dopo un interrogatorio, lui e il signor Kugler vennero trasferiti nel carcere dell'Amstelveenseweg in attesa di essere deportati. Venne imprigionato nel campo dell'Amersfoort prima di essere rilasciato con dispensa speciale della Croce Rossa a causa del suo stato di salute (nel Diario è riportato che egli fu ricoverato più volte per delle emorragie allo stomaco, prima dell'arresto). Rimase prigioniero dei nazisti pertanto solo per sei settimane, in totale.
Dopo la pubblicazione del Diario, Kleiman scortò regolarmente giornalisti e visitatori presso il nascondiglio, al numero 263 lungo il canale Prinsengracht. Partecipò alla creazione della Fondazione Anna Frank il 3 maggio 1957, senza tuttavia riuscire a vedere l'apertura ufficiale del museo presso il nascondiglio, nel 1960. Morì infatti alla sua scrivania il 28 gennaio 1959.